# Țepțevîci, Sarnî
Țepțevîci (în ucraineană Цепцевичі) este un sat în comuna Tutovîci din raionul Sarnî, regiunea Rivne, Ucraina.

## Demografie
Componența lingvistică a localității Țepțevîci
     Ucraineană (99,47%)
     Alte limbi (0,44%)
Conform recensământului din 2001, majoritatea populației localității Țepțevîci era vorbitoare de ucraineană (99,47%), existând în minoritate și vorbitori de alte limbi.